# Tyler Mitchell
Tyler Mitchel (7 oktober 1958) is een Amerikaanse jazzbassist en heeft opgenomen en getoerd met enkele van de meest gerespecteerde jazzartiesten, waaronder Art Taylor, Jon Hendricks, Shirley Horn, George Coleman en de Sun Ra Arkestra. Hij is uniek omdat hij actief is in zowel het traditionele als het avant-garde jazzidioom en momenteel een veelgevraagde leider en sideman is in New York. Hij studeerde bas bij Donald Raphael Garrett (John Coltrane, Archie Shepp, Roland Kirk) en Malachi Favors (Art Ensemble of Chicago). Hij heeft opgenomen op Grammy-genomineerde opnamen en heeft opgenomen in The Village Vanguard..

## Biografie
Mitchell is afkomstig uit Chicago, waar hij onderricht kreeg bij Donald Garrett en Malachi Favors en waar hij werkte met Von Freeman en Sun Ra. Begin jaren 1980 kwam hij naar New York en speelde in het daar aanwezige loft-circuit en tijdens de daaropvolgende jaren ook met Steve Grossman, Jon Hendricks, Jesse Davis, Shirley Horn en Art Davis. In 1985, na zijn verhuizing naar New York, trad Tyler toe tot de Sun Ra Arkestra en toerde uitgebreid door Europa en Japan en nam twee albums met hen op. In 1988 trad hij toe tot Art Taylor in zijn Taylor's Wailers en nam twee cd's op, waaronder een live-cd in de Village Vanguard. Hij sloot zich aan bij Jon Hendricks' European Tour in 1990 en nam Freddie Freeloader op bij het DENON Jazz label met onder meer Stanley Turrentine en Wynton Marsalis. Het album werd dat jaar genomineerd voor een Grammy Award.
In 1992 speelde hij op de Grammy Award-winnende opname Light Out of Darkness (A Tribute to Ray Charles) van jazzzangeres Shirley Horn, die 4/5 sterren ontving bij AllMusic. In 1997 bleef Mitchell spelen met onder andere freejazzicoon en Coltrane-drummer Rashied Ali, Billy Bang, Jason Lindner, Frank Lowe en Larry Goldings.
Zijn debuut-cd Tyler Mitchell - Live at Small's als leader, werd eind 2012 uitgebracht bij het platenlabel Small's LIVE en was een Editors' Pick in Downbeat Magazine in januari 2013. Momenteel speelt en neemt hij op met zijn eigen band als leider en met het Sun Ra Arkestra.
Op het gebied van de jazz was hij tussen 1984 en 2014 betrokken bij 14 opnamesessies. In de jazzclub Smalls ontstond een opname van zijn band (Live at Smalls, 2012) met Abraham Burton, Josh Evans, Spike Wilner en Eric McPherson.
Tyler Mitchell's vader Caton Mitchell was een veelgeprezen en erkend muralist en schilder en was actief in Chicago.

## Discografie

### Als leader
- 2013: Tyler Mitchell - Live at Smalls, Smalls LIVE

### Als sideman (selectie)
- 1987: Sun Ra - Reflections in Blue, Black Saint
- 1988: Sun Ra - Hours After, Black Saint
- 1990: Jon Hendricks - Freddie Freeloader, Denon
- 1990: Shirley Horn - Light Out of Darkness (A Tribute to Ray Charles)
- 1991: Art Taylor - Mr. A.T., Enja
- 1992: Art Taylor - Wailin' At The Vanguard, Verve

- Bibliothèque nationale de France: cb142075422 (data)
- International Standard Name Identifier: 0000 0000 0886 5667
- Library of Congress Control Number: no2019059315
- Système universitaire de documentation: 156624974
- Virtual International Authority File: 2681930
- WorldCat: E39PBJd88cPYKvtK7CGrXdMXVC